# Castello di Marzolara
Il castello di Marzolara era un maniero medievale, che sorgeva a monte di Marzolara, frazione di Calestano, in provincia di Parma.

## Storia
La prima testimonianza dell'esistenza di un castello a Marzolara risale al 1249, quando il Comune di Parma lo donò, insieme a quelli di Calestano, Alpicella e Vigolone, al conte di Lavagna Alberto Fieschi. Nel 1275 il cardinale Ottobono Fieschi, futuro papa Adriano V, nominò suo erede di tali terre il fratello Percivalle; alla morte di quest'ultimo nel 1290 subentrarono i nipoti Luca, Carlo e Ottobono del ramo di Torriglia, che nel 1313 ne furono investiti dall'imperatore del Sacro Romano Impero Enrico VII di Lussemburgo.
Nel 1426 il duca di Milano Filippo Maria Visconti incaricò il condottiero Pier Maria I de' Rossi di conquistare le terre della val Baganza in mano ai Fieschi, suoi nemici; Pietro pose l'assedio alla rocca di Marzolara, che dopo 24 giorni di bombardamenti capitolò; il Duca assegnò quindi il maniero al Rossi e inviò Niccolò de' Terzi, il Guerriero, a presidiarlo; nei mesi seguenti Pietro de' Rossi fortificò il castello.
La guerra proseguì per anni in tutto il Parmense e nel 1430 Pietro de' Rossi tornò ad attaccare il castello di Marzolara per conto del Visconti, le cui truppe ne presero possesso alla fine dell'anno. Nel 1431 Niccolò Piccinino promise al conte Gian Luigi Fieschi la restituzione dei manieri di Marzolara, Calestano e Vigolone al termine del conflitto, con la clausola che nel frattempo rimanessero nelle mani di Niccolò Terzi; per questo ordinò al referendario del Comune di Parma Anton Simone Butigelli di consegnarli al Guerriero.
Nel 1439 Filippo Maria Visconti assegnò i feudi al cancelliere di Niccolò Piccinino Albertino de' Cividali e successivamente ai conti di Canino e a Giovanni da Oriate; nel 1443, al termine della guerra, il Duca restituì i castelli di Calestano, Marzolara e Vigolone al conte Giannantonio Fieschi in segno di riconoscenza per la sua devozione.
Il castello di Marzolara, ormai inutilizzato, cadde in seguito in degrado, tanto da risultare in rovina già nel XVI secolo.
Nel 1650 Carlo Leone e Claudio Fieschi vendettero i feudi di Calestano, Marzolara, Vigolone e Alpicella con i manieri e le pertinenze al conte Camillo Tarasconi.
La fortificazione di Marzolara in seguito scomparve completamente e sulle sue rovine fu costruita una casa colonica, esistente già nel 1804.